# ヒナモロコ

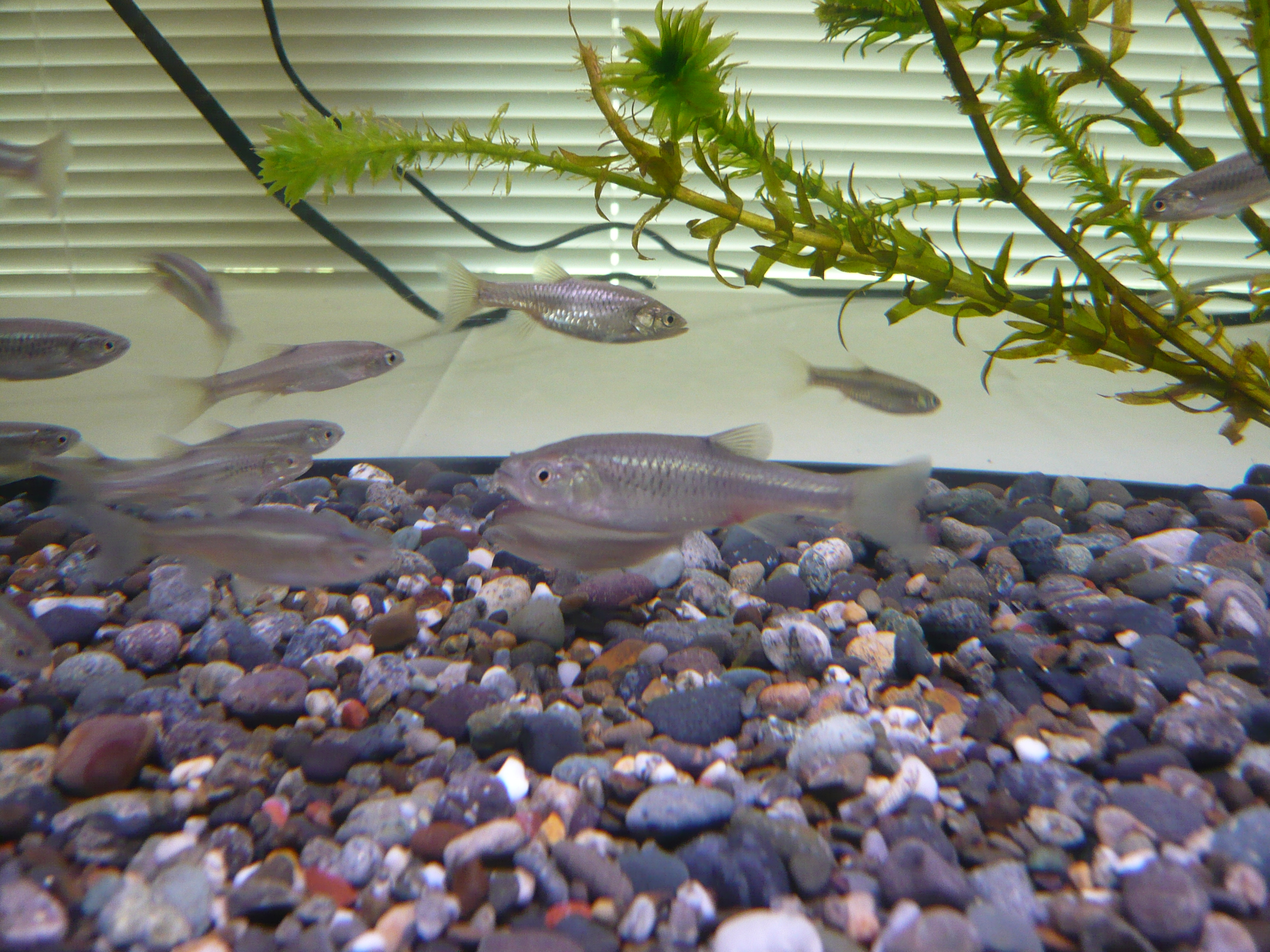
福岡県産系統保存個体のヒナモロコの飼育

ヒナモロコ（雛諸子、Aphyocypris chinensis）はコイ科に属する魚。中国や韓国などアジア東部に広く分布するが、日本では九州の福岡県久留米市田主丸町大字竹野地区山間部の用水路にのみ分布する。そのため、かつて日本列島が大陸と地続きであったことを証明する魚と言われる。
静岡県某所でも繁殖が確認されているが、九州の個体群とは外部形態や生息環境に違いがあるため、大陸系の別亜種が移入し、定着した可能性がある。

## 形態
全長は約7cm。カワバタモロコに似ており、側線は不完全で胸鰭上方までしかない点は同じである。しかし、腹の断面が丸く体高が低い点が異なる。体側に薄い黒線があり、繁殖期のオスは体色が金色になるがカワバタモロコほど黄色味が少ない。また追星が出る。

## 生態
平野部の流れのゆるやかな小川や浅い湖沼、用水路に生息する。雑食性で水生小動物や付着藻類などを食べる。繁殖期は6月から7月頃で、水温の高い時期に水草へ産卵する。寿命は3年から4年と言われている。

## 保全状態評価
中国や朝鮮半島では比較的分布域が広く、IUCNは保全状況を軽度懸念としている。
- 絶滅危惧IA類 (CR)（環境省レッドリスト）

だが日本では、生息域が人間の生活圏と重なることもあり、用水路の減少や開発による環境の悪化のため、近年急激に数を減らしている。そのため絶滅危惧IA類 (CR)（環境省レッドリスト）に選定されている。
福岡県久留米市田主丸町では、地元の竹野小学校の生徒が用水路で偶然再発見したことをきっかけに、市民が中心となって環境保全を含めた保護活動が行われている。コンクリート化される予定であった用水路を石積みの工法に変更したり、里親制度を作り繁殖に取り組んでいる。

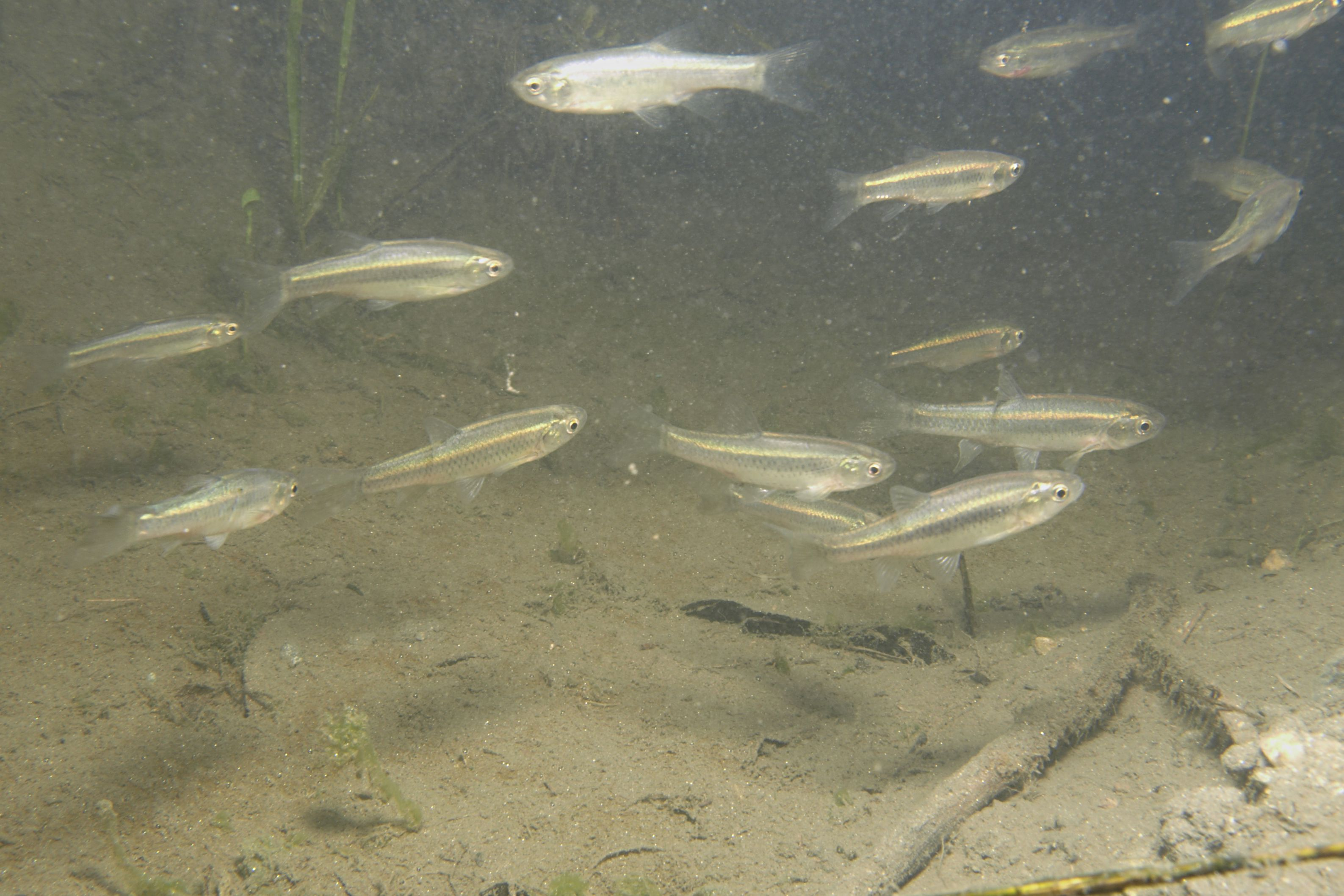
野生下でのヒナモロコ（福岡県）、角度や生理条件によっては体全体を走る太い黒条が目立つ。

また、2007年2月には、日本魚類学会が福岡県に対し、久留米市で予定していた農地整備事業の中止を求める要請書を提出した。県では、それを受けて専門家や保護団体と協議した結果、ヒナモロコが繁殖できる多自然型水路による農地整備を行うことにしている。
日本在来系統のヒナモロコは飼育・野外個体ともに台湾産の同属の別種、キクチヒナモロコ (A. kikuchii) と交雑しており、現時点で日本在来系統のヒナモロコは絶滅状態にあると考えられる。純粋な在来系統でなくとも、交雑個体は在来系統の遺伝子を持っているという点で貴重である。